# Eremopedes cryptoptera
Eremopedes cryptoptera är en insektsart som först beskrevs av Rehn, J.A.G. och Morgan Hebard 1920.  Eremopedes cryptoptera ingår i släktet Eremopedes och familjen vårtbitare. Inga underarter finns listade i Catalogue of Life.